# Olivier Sorlin (physicien)
Pour les articles homonymes, voir Sorlin.
Pour l’article homonyme, voir Olivier Sorlin pour le footballeur.
Olivier Sorlin est un physicien spécialisé dans l'étude de la structure nucléaire des noyaux très riches en neutrons. Il est directeur de recherche au Grand accélérateur national d'ions lourds (GANIL).

## Récompenses et distinctions
- Médaille d'argent du CNRS (2010)[1]